# Sprague Cleghorn
Henry William Sprague Cleghorn, född 11 mars 1890 i Montreal, Quebec, död 12 juli 1956 i Montreal, var en kanadensisk professionell ishockeyspelare och ishockeytränare.
Sprague Cleghorn spelade i NHA för Renfrew Creamery Kings och Montreal Wanderers samt i NHL för Ottawa Senators, Toronto St. Patricks, Montreal Canadiens och Boston Bruins. Cleghorn spelade för tre Stanley Cup-vinnande lag, 1920 och 1921 års Ottawa Senators samt 1924 års Montreal Canadiens.
Sprague Cleghorns yngre bror Odie Cleghorn var även han professionell ishockeyspelare och spelade i NHA för Renfrew Creamery Kings och Montreal Wanderers samt i NHL för Montreal Canadiens och Pittsburgh Pirates.
Cleghorn var beryktad för sin hårdföra spelstil och ledde NHL:s utvisningsliga säsongen 1921–22 med 80 utvisningsminuter.

## Statistik
CAHL = Canadian-American Hockey League
| 1908–09            | Montreal Canadian Rubber | MCHL               | 3   | 1  | 0  | 1   | 10  | —  | — | — | — | —  |
| 1909–10            | New York Wanderers       | AAHL               | 8   | 7  | 0  | 7   | —   | —  | — | — | — | —  |
| 1910–11            | Renfrew Creamery Kings   | NHA                | 12  | 5  | 0  | 5   | 27  | —  | — | — | — | —  |
| 1911–12            | Montreal Wanderers       | NHA                | 18  | 9  | 0  | 9   | 40  | —  | — | — | — | —  |
| 1912–13            | Montreal Wanderers       | NHA                | 19  | 12 | 0  | 12  | 46  | —  | — | — | — | —  |
| 1913–14            | Montreal Wanderers       | NHA                | 20  | 12 | 8  | 20  | 17  | —  | — | — | — | —  |
| 1914–15            | Montreal Wanderers       | NHA                | 19  | 21 | 12 | 33  | 51  | 2  | 0 | 0 | 0 | 17 |
| 1915–16            | Montreal Wanderers       | NHA                | 8   | 9  | 4  | 13  | 22  | —  | — | — | — | —  |
| 1916–17            | Montreal Wanderers       | NHA                | 19  | 16 | 9  | 25  | 62  | —  | — | — | — | —  |
| 1918–19            | Ottawa Senators          | NHL                | 18  | 7  | 6  | 13  | 27  | 5  | 2 | 1 | 3 | 9  |
| 1919–20            | Ottawa Senators          | NHL                | 21  | 16 | 5  | 21  | 85  | —  | — | — | — | —  |
|                    | Ottawa Senators          | Stanley Cup        | –   | –  | –  | –   | –   | 5  | 0 | 1 | 1 | 4  |
| 1920–21            | Toronto St. Patricks     | NHL                | 13  | 3  | 5  | 8   | 31  | 1  | 0 | 0 | 0 | 0  |
|                    | Ottawa Senators          | Stanley Cup        | –   | –  | –  | –   | –   | 5  | 1 | 2 | 3 | 38 |
| 1921–22            | Montreal Canadiens       | NHL                | 24  | 17 | 9  | 26  | 80  | –  | – | – | – | –  |
| 1922–23            | Montreal Canadiens       | NHL                | 24  | 9  | 8  | 17  | 34  | 1  | 0 | 0 | 0 | 7  |
| 1923–24            | Montreal Canadiens       | NHL                | 23  | 8  | 4  | 12  | 45  | 2  | 0 | 0 | 0 | 0  |
|                    | Montreal Canadiens       | Stanley Cup        | –   | –  | –  | –   | –   | 4  | 2 | 1 | 3 | 2  |
| 1924–25            | Montreal Canadiens       | NHL                | 27  | 8  | 10 | 18  | 89  | 2  | 1 | 2 | 3 | 2  |
|                    | Montreal Canadiens       | Stanley Cup        | –   | –  | –  | –   | –   | 4  | 0 | 0 | 0 | 2  |
| 1925–26            | Boston Bruins            | NHL                | 28  | 6  | 5  | 11  | 49  | —  | — | — | — | —  |
| 1926–27            | Boston Bruins            | NHL                | 44  | 7  | 1  | 8   | 84  | 8  | 1 | 0 | 1 | 8  |
| 1927–28            | Boston Bruins            | NHL                | 37  | 2  | 2  | 4   | 14  | 2  | 0 | 0 | 0 | 0  |
| 1927–28            | Newark Bulldogs          | CAHL               | 3   | 0  | 0  | 0   | 0   | —  | — | — | — | —  |
| NHA totalt         | NHA totalt               | NHA totalt         | 115 | 84 | 33 | 117 | 265 | 2  | 0 | 0 | 0 | 17 |
| NHL totalt         | NHL totalt               | NHL totalt         | 259 | 83 | 55 | 138 | 538 | 21 | 4 | 3 | 7 | 26 |
| Stanley Cup totalt | Stanley Cup totalt       | Stanley Cup totalt | –   | –  | –  | –   | –   | 18 | 3 | 4 | 7 | 46 |